# Jakob von Vitry

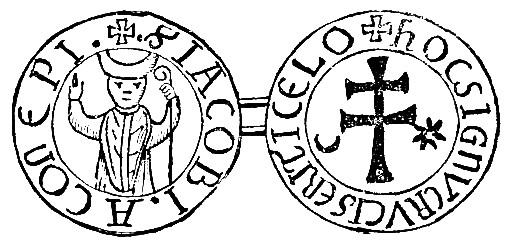
Siegel Jakobs als Bischof von Akkon

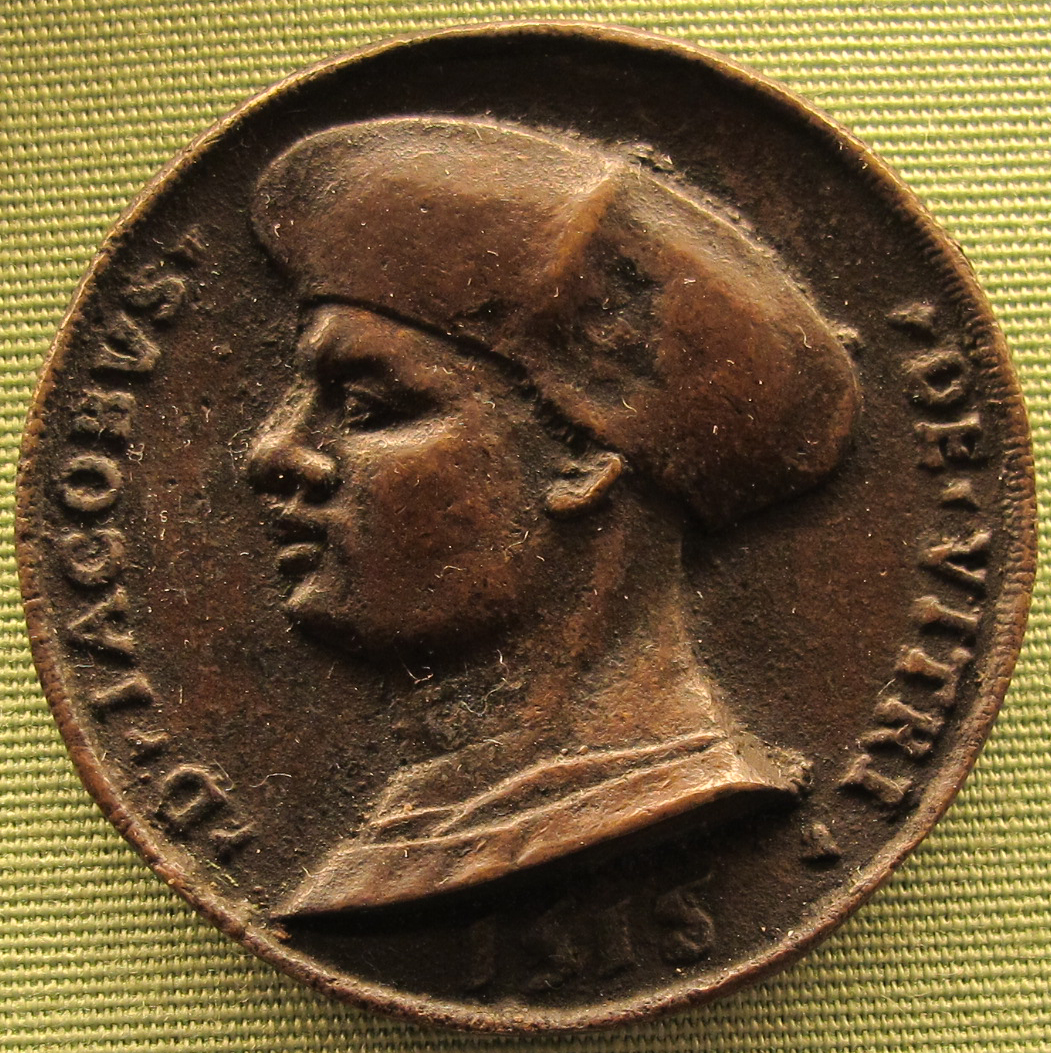
Kardinal Jacques de Vitry (Münzbildnis der Renaissance, 1518)

Jakob von Vitry CanReg (lateinisch Iacobus Vitriacensis, französisch Jacques de Vitry, * um 1160/1170 in Vitry-en-Perthois; † 1. Mai 1240 in Rom) war ein mittelalterlicher Kardinal und Geschichtsschreiber.

## Leben
Jakob war zunächst Seelsorger in Brabant und betreute hier als Augustinerchorherr die Frauen um Maria von Oignies. 1213 ernannte ihn Papst Innozenz III. zum Kreuzzugsprediger gegen die Albigenser. Wegen seines Erfolges wurde er 1214 zum Bischof von Akkon gewählt, wo er erst 1216 eintraf und geweiht wurde. Auf dem Weg in das Heilige Land hatte er 1216 bewirkt, dass die Beginen vom Papst anerkannt wurden. Als Bischof von Akkon nahm er mit einem eigenen Kontingent am Fünften Kreuzzug teil, insbesondere bei der Belagerung von Damiette (1218–1220). In seinen Briefen aus dieser Zeit kritisierte er seine Mitchristen scharf, die ihre eigentliche Mission den eigenen persönlichen Interessen und Streitigkeiten unterordneten. 1229 wurde Jakob zum Kardinalbischof von Tusculum ernannt und elf Jahre später zum Patriarchen von Jerusalem gewählt. Papst Gregor IX. bestätigte diese Wahl jedoch nicht, die Gründe hierfür sind unklar. Jakob von Vitry verbrachte den Rest seines Lebens in Rom. Er starb als Kardinaldekan am 1. Mai 1240.
Jakobs historische Abhandlungen sind eine der wesentlichen Quellen für die Geschichte des heiligen Landes sowie für den Fünften Kreuzzug. Sein einflussreicher hagiographischer Bericht „De Vita beatae Mariae Oigniacensis“ über die Begine Maria von Oignies blieb für lange Zeit ein Nachahmungsmodell in der weiblichen Hagiographie des späten Mittelalters.

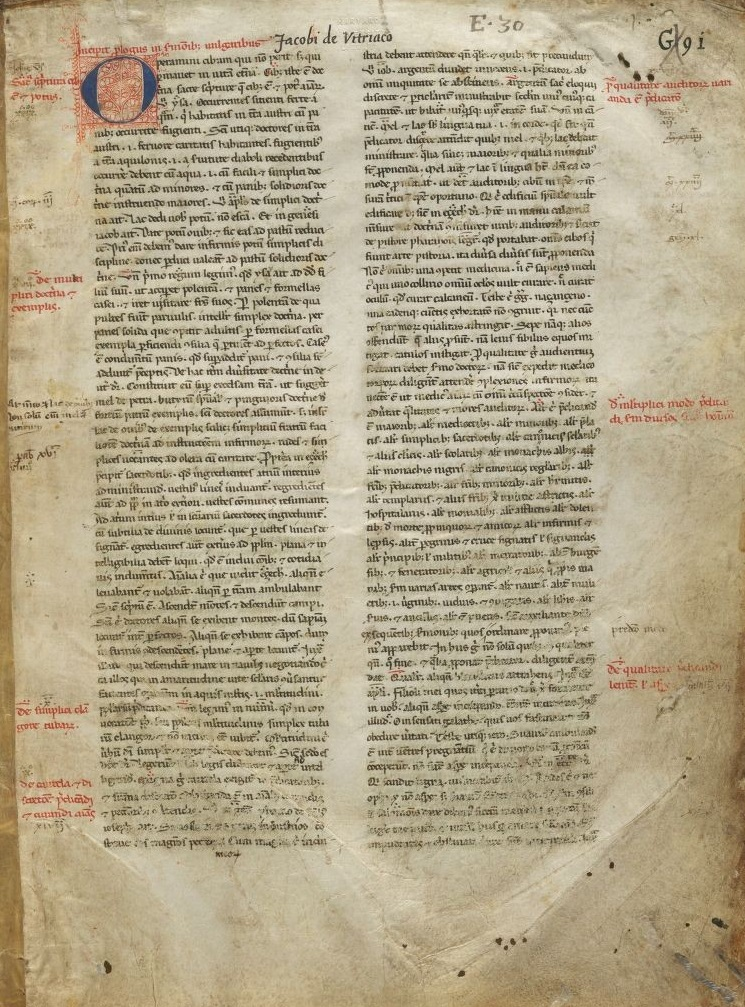
Sermones vulgares von Jakob von Vitry; MS Riant 35, fol.1r, Houghton Library in der Harvard University Library

## Werke
- Sermones de tempore. Kreuzherrenkonvent, Düsseldorf 1486, (Digitalisat)
- Sermones de Tempore. In aedibus viduae & haeredum Ioannis Steelsij, Antwerpen 1575.
- Orientalis et occidentalis Historia. Ex officina typographica Balthazaris Belleri, Douai 1597, (Digitalisat).
- Historia Hierosolimitana. Bearbeitet von Jacques Bongars. In: Gesta Dei Per Francos, Sive Orientalium Expeditionum, Et Regni Francorum Hierosolimitani Historia. Band 1. Aubri u. a., Hanau 1611, (Digitalisat).
- Vita b. Mariae Oignies. In: Acta Sanctorum. Junii. Band 4. Petrus Jacobs, Antwerpen 1707, S. 636–666.
- The history of Jerusalem, A.D. 1180 (= Palestine Pilgrims' Text Society. Bd. 11, Nr. 2, ZDB-ID 2224954-0). Translated from the original Latin by Aubrey Stewart. Committee of the Palestine Exploration Fund, London 1896.
- Sermones vulgares. In: Analecta Novissima Spicilegii solesmensis. Disseruit Joannes Baptista Pitra. Band 2. Typis Tusculanis, Paris 1888, (nur Auszüge).
- The Exempla or Illustrative Stories from the Sermones Vulgares of Jacques de Vitry (= Publications of the Folk-Lore Society. 26, ZDB-ID 401527-7). Edited with introduction, analysis, and notes by Thomas Frederick Crane. Nutt, London 1890, (Digitalisat).
- Reinhold Röhricht (Hrsg.): Briefe. In: Zeitschrift für Kirchengeschichte. Bd. 14, 1894, S. 97–118; Bd. 15, 1895, S. 568–587; Bd. 16, 1896, S. 72–114, (unvollständig).
- Goswin Frenken: Die Exempla des Jacob von Vitry. Ein Beitrag zur Geschichte der Erzählungsliteratur des Mittelalters (= Quellen und Untersuchungen zur lateinischen Philologie des Mittelalters. Bd. 5, H. 1, ZDB-ID 516355-9). Beck, München 1914.
- Joseph Greven (Hrsg.): Die Exempla aus den Sermones feriales et communes des Jakob von Vitry (= Sammlungen mittellateinischer Texte. 9, ZDB-ID 500169-9). Winter, Heidelberg 1914, (Digitalisat).
- John Frederick Hinnebusch (Hrsg.): The Historia occidentalis of Jacques de Vitry. A Critical Edition (= Spicilegium Friburgense. Texte zur Geschichte des kirchlichen Lebens. Bd. 17, ISSN 0561-6158). The University Press, Fribourg 1972.
- Okzidentale Geschichte (Jacobus de Vitriaco: Historia Occidentalis, deutsch). Übersetzt von Christina Franke, mit einer Einleitung und Anmerkungen von Björn Gebert, in: Mittelalter. Interdisziplinäre Forschung und Rezeptionsgeschichte, ab 26. November 2013, https://mittelalter.hypotheses.org/2529 [laufendes Übersetzungsprojekt, derzeit 17 Kapitel übersetzt – Stand: 12. Oktober 2018]
- Lettres de Jacques de Vitry: (1160/1170 - 1240) Ed. critique, Brill, Leiden, 1960, Herausgeber: R. B. C. Huygens